# Kohautia pleiocaulis
Kohautia pleiocaulis är en måreväxtart som beskrevs av Cornelis Eliza Bertus Bremekamp. Kohautia pleiocaulis ingår i släktet Kohautia och familjen måreväxter.
Artens utbredningsområde är Etiopien. Inga underarter finns listade i Catalogue of Life.